# Беннетт, Ная
Ная Беннетт либо Наеа Беннетт (фр. Naea Bennett; род. 8 июля 1977, Таити, Заморские владения Франции) — таитянский футболист и футбольный тренер. Выступал за сборные Таити по стандартному футболу и пляжному футболу. Сын футболиста Эрролла Беннетта.

## Биография

### Игровая карьера
Начинал игровую карьеру в клубе «Венюс», откуда в 2001 году перешёл в «Пираэ», где выступал до конца карьеры. В составе «Пираэ» принимал участие в трёх розыгрышах Лиги чемпионов ОФК. В сезоне 2006 дошёл с командой до финала, однако финальный матч, проходивший в воскресенье, Беннетт пропустил, а его команда проиграла новозеландскому «Окленд Сити» со счётом 1:3. В сезонах 2005 и 2013/14 «Пираэ» останавливался на стадии полуфинала, а сам Беннетт в сезоне 2013/14 стал лучшим бомбардиром турнира с шестью голами.
В составе сборной Таити Беннетт дебютировал 11 мая 1996 года в ответном полуфинальном матче Кубка наций ОФК 1996 против Соломоновых островов (2:1). В дальнейшем сыграл один матч на домашнем для Таити Кубке наций 2000 года (на котором сборная не смогла выйти из группы) и в трёх матчах Кубка наций 2002, по итогам которого завоевал бронзовую медаль. Был участником южнотихоокеанских игр 2003 года, где отметился четырьмя голами (покер) в матче-открытии против сборной Микронезии (17:0), а также дублями в матчах против Папуа — Новой Гвинеи и Тонги. По итогам турнира занял со сборной четвёртое место. В 2010 году, после долгого перерыва, был вызван в сборную Таити для участия в кубке заморских территорий Франции, где сыграл со сборными Мартиники и Новой Каледонии.
Под конец игровой карьеры Беннетт сконцентрировался на игре в пляжный футбол. В составе сборной Таити был участником 4-х чемпионатов мира в 2011, 2013, 2015 и 2017 годах. На двух последних турнирах дошёл со сборной до финала, однако оба раза отказывался выходить на поле в финальном матче по религиозным убеждениям. Будучи членом Церкви Иисуса Христа Святых последних дней (мормоном), он не мог играть в футбол по воскресеньям.

### Тренерская карьера
В марте 2018 года, в качестве исполняющего обязанности главного тренера, Беннет руководил сборной Таити в двух товарищеских матчах с Новой Каледонией (0:0 и 4:3). В 2019 году руководил пляжной сборной Таити, с которой выиграл Кубок наций ОФК и получил путёвку на проходивший в том же году чемпионат мира. На групповой стадии чемпионата мира сборная Таити набрала одинаковое количество очков со сборными Италии и Уругвая (по 6), но уступила им по дополнительным показателям, не попав таким образом в плей-офф.
С 2018 по 2022 год был главным тренером футбольного клуба «Пираэ». Под его руководством команда выступила на клубном чемпионате мира 2021, где потерпела поражение в первом раунде от эмиратской «Аль-Джазиры» (1:4).

## Политическая карьера
В феврале 2022 года был назначен министром молодёжи, предотвращения преступности и спорта в правительстве президента Эдуара Фрича. Находился в должности чуть больше года, покинув кабинет после очередных президентских выборов в мае 2023.

## Личные достижения
- Лучший бомбардир чемпионата Таити (2+): 2003/04 (19 голов), 2006/07 (24 гола)
- Лучший бомбардир Лиги чемпионов ОФК: 2013/14 (6 голов)